# انزو بیرزوت
انزو بیرزوت (به ایتالیایی: Enzo Bearzot) (زادهٔ ۲۶ سپتامبر ۱۹۲۷ – درگذشتهٔ ۲۱ دسامبر ۲۰۱۰) بازیکن و مربی فوتبال اهل ایتالیا بود. او موفق شد تیم ملی فوتبال ایتالیا را به مقام قهرمانی جام جهانی ۱۹۸۲ برساند.
بیرزوت دارای رکورد بیش‌ترین حضور بر روی نیمکت تیم ملی فوتبال ایتالیا است؛ او در حد فاصل ۲۷ سپتامبر ۱۹۷۵ تا ۱۸ ژوئن ۱۹۸۶ و طی ۱۰۴ بازی، هدایت تیم ملی فوتبال ایتالیا را بر عهده داشت و در این زمینه رکورد دار است.
یک سال پس از مرگ او، جایزه‌ای به پاس قهرمانی او در جام جهانی ۱۹۸۲ به نام او نام‌گذاری شد؛ جایزه انزو بیرزوت هر ساله به بهترین مربی ایتالیایی سال اهدا می‌شود.

## افتخارات

### بازیکن
کاتانیا
- سری بی: ۵۴–۱۹۵۳

تورینو
- سری بی: ۶۰–۱۹۵۹

### مربی
ایتالیا
- جام جهانی فوتبال: ۱۹۸۲[۳]

### افتخارات فردی
- مربی سال فوتبال ایتالیا: ۱۹۸۲
- مربی سال فوتبال جهان به انتخاب مجله ورلد ساکر: ۱۹۸۲[۴]
- جایزه ویژه نیمکت طلایی: ۱۹۹۲[۵]
- تالار مشاهیر فوتبال ایتالیا: ۲۰۱۱[۶]
- بیست و چهارمین مربی برتر تاریخ به انتخاب ورلد ساکر: ۲۰۱۳[۷]